# Lijst van rijksmonumenten in het Entrepotdok
Een overzicht van de 57 rijksmonumenten in het Entrepotdok in Amsterdam.
| Object                                                                   | Oorspronkelijke functie? | Bouwjaar  | Architect   | Locatie               | Coördinaten?                  | Nr.?   | Afbeelding        |
| ------------------------------------------------------------------------ | ------------------------ | --------- | ----------- | --------------------- | ----------------------------- | ------ | ----------------- |
| Bergen op Zoom                                                           | Gebouw                   | 18e eeuw  |             | Entrepotdok 13        | 52° 22' 10" NB, 4° 54' 45" OL | 1040   | Meer afbeeldingen |
| Coevorden                                                                | Gebouw                   | 18e eeuw  |             | Entrepotdok 14        | 52° 22' 10" NB, 4° 54' 45" OL | 1041   | Meer afbeeldingen |
| Cortrijk                                                                 | Gebouw                   | 18e eeuw  |             | Entrepotdok 15        | 52° 22' 10" NB, 4° 54' 45" OL | 1042   | Meer afbeeldingen |
| Dordrecht                                                                | Gebouw                   | 18e eeuw  |             | Entrepotdok 16        | 52° 22' 10" NB, 4° 54' 46" OL | 1043   | Meer afbeeldingen |
| Doornik                                                                  | Gebouw                   | 18e eeuw  |             | Entrepotdok 17        | 52° 22' 10" NB, 4° 54' 46" OL | 1044   | Meer afbeeldingen |
| Deventer                                                                 | Gebouw                   | 18e eeuw  |             | Entrepotdok 18        | 52° 22' 10" NB, 4° 54' 46" OL | 1045   | Meer afbeeldingen |
| Delft                                                                    | Gebouw                   | 18e eeuw  |             | Entrepotdok 19        | 52° 22' 9" NB, 4° 54' 46" OL  | 1046   | Meer afbeeldingen |
| Delftshaven                                                              | Gebouw                   | 18e eeuw  |             | Entrepotdok 20        | 52° 22' 9" NB, 4° 54' 47" OL  | 1047   | Meer afbeeldingen |
| Delfzijl-Dinant                                                          | Gebouw                   | 18e eeuw  |             | Entrepotdok 21-22     | 52° 22' 10" NB, 4° 54' 46" OL | 1048   | Meer afbeeldingen |
| Diest-Enkhuizen                                                          | Gebouw                   | 18e eeuw  |             | Entrepotdok 23-24     | 52° 22' 9" NB, 4° 54' 48" OL  | 1049   | Meer afbeeldingen |
| Edam                                                                     | Gebouw                   | 1710      |             | Entrepotdok 25        | 52° 22' 9" NB, 4° 54' 48" OL  | 1050   | Meer afbeeldingen |
| Eindhoven                                                                | Gebouw                   | 1710      |             | Entrepotdok 26        | 52° 22' 9" NB, 4° 54' 48" OL  | 1051   | Meer afbeeldingen |
| Elburg                                                                   | Gebouw                   | 1710      |             | Entrepotdok 27        | 52° 22' 9" NB, 4° 54' 49" OL  | 1052   | Meer afbeeldingen |
| Franeker                                                                 | Gebouw                   | 1710      |             | Entrepotdok 28        | 52° 22' 9" NB, 4° 54' 49" OL  | 1053   | Meer afbeeldingen |
| Pakhuis                                                                  | Gebouw                   | 1710      |             | Entrepotdok 29        | 52° 22' 9" NB, 4° 54' 49" OL  | 1054   | Meer afbeeldingen |
| Groningen-Gent                                                           | Gebouw                   | 1828/1829 |             | Entrepotdok 30-31     | 52° 22' 9" NB, 4° 54' 49" OL  | 1055   | Meer afbeeldingen |
| Gorcum-Gouda                                                             | Gebouw                   | 1828/1829 |             | Entrepotdok 32-33     | 52° 22' 8" NB, 4° 54' 50" OL  | 1056   | Meer afbeeldingen |
| Goes-Gravenhage                                                          | Gebouw                   | 1828/1829 |             | Entrepotdok 34-35     | 52° 22' 8" NB, 4° 54' 51" OL  | 1057   | Meer afbeeldingen |
| Harlingen                                                                | Gebouw                   | 1828/1829 |             | Entrepotdok 36-36A-37 | 52° 22' 8" NB, 4° 54' 51" OL  | 1058   | Meer afbeeldingen |
| Harderwijk                                                               | Gebouw                   | 18e eeuw  |             | Entrepotdok 38        | 52° 22' 8" NB, 4° 54' 52" OL  | 1059   | Meer afbeeldingen |
| Helder                                                                   | Gebouw                   | 18e eeuw  |             | Entrepotdok 39        | 52° 22' 7" NB, 4° 54' 52" OL  | 1060   | Meer afbeeldingen |
| 's-Hertogenbosch                                                         | Gebouw                   | 18e eeuw  |             | Entrepotdok 40        | 52° 22' 7" NB, 4° 54' 53" OL  | 1061   | Meer afbeeldingen |
| Hoorn                                                                    | Gebouw                   | 18e eeuw  |             | Entrepotdok 41        | 52° 22' 7" NB, 4° 54' 53" OL  | 1062   | Meer afbeeldingen |
| Leiden                                                                   | Gebouw                   | 18e eeuw  |             | Entrepotdok 42        | 52° 22' 7" NB, 4° 54' 53" OL  | 1063   | Meer afbeeldingen |
| Leeuwarden                                                               | Gebouw                   | 18e eeuw  |             | Entrepotdok 43        | 52° 22' 7" NB, 4° 54' 53" OL  | 1064   | Meer afbeeldingen |
| Leuven                                                                   | Gebouw                   | 18e eeuw  |             | Entrepotdok 44        | 52° 22' 7" NB, 4° 54' 54" OL  | 1065   | Meer afbeeldingen |
| Luik                                                                     | Gebouw                   | 18e eeuw  |             | Entrepotdok 45        | 52° 22' 7" NB, 4° 54' 54" OL  | 1066   | Meer afbeeldingen |
| Luxemburg                                                                | Gebouw                   | 18e eeuw  |             | Entrepotdok 46        | 52° 22' 7" NB, 4° 54' 54" OL  | 1067   | Meer afbeeldingen |
| Lemmer                                                                   | Gebouw                   | 18e eeuw  |             | Entrepotdok 47        | 52° 22' 7" NB, 4° 54' 54" OL  | 1068   | Meer afbeeldingen |
| Maastricht                                                               | Gebouw                   | 18e eeuw  |             | Entrepotdok 48        | 52° 22' 7" NB, 4° 54' 55" OL  | 1069   | Meer afbeeldingen |
| Middelburg                                                               | Gebouw                   | 18e eeuw  |             | Entrepotdok 49        | 52° 22' 7" NB, 4° 54' 54" OL  | 1070   | Meer afbeeldingen |
| Mechelen                                                                 | Gebouw                   | 18e eeuw  |             | Entrepotdok 50        | 52° 22' 6" NB, 4° 54' 55" OL  | 1071   | Meer afbeeldingen |
| Meppel                                                                   | Gebouw                   | 18e eeuw  |             | Entrepotdok 51        | 52° 22' 6" NB, 4° 54' 56" OL  | 1072   | Meer afbeeldingen |
| Muiden-Medemblik-Monnickendam                                            | Gebouw                   | 1828/1829 |             | Entrepotdok 52-53-54  | 52° 22' 6" NB, 4° 54' 56" OL  | 1073   | Meer afbeeldingen |
| Maassluis-Namen-Naarden                                                  | Gebouw                   | 1828/1829 |             | Entrepotdok 55-56-57  | 52° 22' 6" NB, 4° 54' 57" OL  | 1074   | Meer afbeeldingen |
| Nymegen-Nykerk-Ostende                                                   | Gebouw                   | 1828/1829 |             | Entrepotdok 58-59-60  | 52° 22' 6" NB, 4° 54' 58" OL  | 1075   | Meer afbeeldingen |
| Purmerend-Rotterdam-Roermond                                             | Gebouw                   | 1828/1829 |             | Entrepotdok 61-62-63  | 52° 22' 5" NB, 4° 54' 58" OL  | 1076   | Meer afbeeldingen |
| Schiedam-Sneek-Stavoren                                                  | Gebouw                   | 1828/1829 |             | Entrepotdok 64-65-66  | 52° 22' 5" NB, 4° 54' 60" OL  | 1077   | Meer afbeeldingen |
| Tilburg-Tiel-Texel                                                       | Gebouw                   | 1828/1829 |             | Entrepotdok 67-68-69  | 52° 22' 5" NB, 4° 54' 60" OL  | 1078   | Meer afbeeldingen |
| Utrecht-Verviers-Veere                                                   | Gebouw                   | 1828/1829 |             | Entrepotdok 70-71-72  | 52° 22' 5" NB, 4° 55' 0" OL   | 1079   | Meer afbeeldingen |
| Vlissingen-Venlo-Veendam                                                 | Gebouw                   | 1828/1829 |             | Entrepotdok 73-74-75  | 52° 22' 5" NB, 4° 55' 2" OL   | 1080   | Meer afbeeldingen |
| Vianen-Vlaardingen-Weesp (na de verbouwing in 1984: Vianen-Warmenhuizen) | Gebouw                   | 1828/1829 |             | Entrepotdok 76-77-78  | 52° 22' 4" NB, 4° 55' 2" OL   | 1081   | Meer afbeeldingen |
| Winschoten (na de verbouwing in 1984: Weesp)                             | Gebouw                   | 18e eeuw  |             | Entrepotdok 79        | 52° 22' 5" NB, 4° 55' 2" OL   | 1082   | Meer afbeeldingen |
| Woerden                                                                  | Gebouw                   | 18e eeuw  |             | Entrepotdok 80        | 52° 22' 5" NB, 4° 55' 2" OL   | 1083   | Meer afbeeldingen |
| Zaandam                                                                  | Gebouw                   | 18e eeuw  |             | Entrepotdok 81        | 52° 22' 5" NB, 4° 55' 2" OL   | 1084   | Meer afbeeldingen |
| Zierikzee                                                                | Gebouw                   | 18e eeuw  |             | Entrepotdok 82        | 52° 22' 5" NB, 4° 55' 2" OL   | 1085   | Meer afbeeldingen |
| Zwolle                                                                   | Gebouw                   | 18e eeuw  |             | Entrepotdok 83        | 52° 22' 5" NB, 4° 55' 2" OL   | 1086   | Meer afbeeldingen |
| Zutphen                                                                  | Gebouw                   | 18e eeuw  |             | Entrepotdok 84        | 52° 22' 5" NB, 4° 55' 2" OL   | 1087   | Meer afbeeldingen |
| Januari                                                                  | Gebouw                   | 1838-1840 | C.W.M.Klijn | Entrepotdok 87        | 52° 22' 2" NB, 4° 55' 10" OL  | 1088   | Meer afbeeldingen |
| Februari                                                                 | Gebouw                   | 1838-1840 | C.W.M.Klijn | Entrepotdok 88        | 52° 22' 1" NB, 4° 55' 12" OL  | 1089   | Meer afbeeldingen |
| Maart                                                                    | Gebouw                   | 1838-1840 | C.W.M.Klijn | Entrepotdok 89        | 52° 22' 1" NB, 4° 55' 11" OL  | 1090   | Meer afbeeldingen |
| April                                                                    | Gebouw                   | 1838-1840 | C.W.M.Klijn | Entrepotdok 90        | 52° 22' 1" NB, 4° 55' 12" OL  | 1091   | Meer afbeeldingen |
| Mei                                                                      | Gebouw                   | 1838-1840 | C.W.M.Klijn | Entrepotdok 91        | 52° 22' 1" NB, 4° 55' 11" OL  | 1092   | Meer afbeeldingen |
| Juni                                                                     | Gebouw                   | 1838-1840 | C.W.M.Klijn | Entrepotdok 92        | 52° 22' 1" NB, 4° 55' 12" OL  | 1093   | Meer afbeeldingen |
| Juli                                                                     | Gebouw                   | 1838-1840 | C.W.M.Klijn | Entrepotdok 93        | 52° 22' 1" NB, 4° 55' 12" OL  | 1094   | Meer afbeeldingen |
| Augustus                                                                 | Gebouw                   | 1838-1840 | C.W.M.Klijn | Entrepotdok 94        | 52° 22' 1" NB, 4° 55' 12" OL  | 1095   | Meer afbeeldingen |
| September                                                                | Gebouw                   | 1838-1840 | C.W.M.Klijn | Entrepotdok 95        | 52° 22' 1" NB, 4° 55' 12" OL  | 1096   | Meer afbeeldingen |
| October                                                                  | Gebouw                   | 1838-1840 | C.W.M.Klijn | Entrepotdok 96        | 52° 22' 1" NB, 4° 55' 12" OL  | 1097   | Meer afbeeldingen |
| November                                                                 | Gebouw                   | 1838-1840 | C.W.M.Klijn | Entrepotdok 97        | 52° 22' 1" NB, 4° 55' 12" OL  | 1098   | Meer afbeeldingen |
| December                                                                 | Gebouw                   | 1838-1840 |             | Entrepotdok 99        | 52° 22' 1" NB, 4° 55' 12" OL  | 1099   | Meer afbeeldingen |
| Reeks van vijf geschakelde loodsen van het Oude Entrepot                 | Opslag                   | 1885      |             | Entrepotdok 3         | 52° 22' 11" NB, 4° 54' 42" OL | 518495 | Meer afbeeldingen |